# Naupare
Naupare (en serbe cyrillique : Наупаре) est un village de Serbie situé sur le territoire de la Ville de Kruševac, district de Rasina. Au recensement de 2011, il comptait 568 habitants.
Naupare est également connu sous le nom de Naupara. Le monastère de Naupara est situé sur le territoire du village.

## Démographie

### Évolution historique de la population
| 1948 | 1953 | 1961  | 1971  | 1981  | 1991  | 2002 | 2011 |
| ---- | ---- | ----- | ----- | ----- | ----- | ---- | ---- |
| 797  | 808  | 1 138 | 1 287 | 1 278 | 1 107 | 580  | 568  |

|  |